# Заломаево (Нижегородская область)
Заломаево — деревня в Городецком районе Нижегородской области России. Входит в состав Кумохинского сельсовета.

## География
Расположен в центральной части области, в пригороде города Городец, на берегу реки Волга.
Деревня имеет одну улицу.

## Климат
Климат, как и во всём Городецком районе, умеренно континентальный. Средняя температура воздуха самого холодного месяца — января −12 °C, самого теплого — июля +19 °C. Средняя продолжительность безморозного периода длится около 146 дней. Количество осадков колеблется между 450 и 550 мм в год.

## История
Первые упоминания встречаются в письменных источниках 17 века.

## Население
В деревне проживали Карзановы, Косаревы, Челышевы ,Демидовы, Мочаловы, Шурашевы, Кожановы, Коверины, Мораевы, Ямщиковы, Герасимовы, Соколовы, Трошины, Зимины, Кошевые и другие фамилии по источникам на начало 20 века.

## Известные уроженцы, жители
- Николай Павлович Кожанов (1909—1956) — Герой Советского Союза (1940).

## Инфраструктура
Личное подсобное хозяйство.

## Транспорт
Автомобильный транспорт.